# Dunas del Odiel
Dunas del Odiel este o arie protejată (sit de importanță comunitară — SCI) din Spania întinsă pe o suprafață de 64,44 ha, integral pe uscat.

## Localizare
Centrul sitului Dunas del Odiel este situat la coordonatele 37°09′36″N 6°53′00″W / 37.1601°N 6.8832°V.

## Înființare
Situl Dunas del Odiel a fost declarat sit de importanță comunitară în aprilie 1999 pentru a proteja 2 specii de plante și 20 de specii de animale.

## Biodiversitate
Situată în ecoregiunile marină Atlantică și mediteraneană, aria protejată conține 6 habitate naturale: Galerii și tufărișuri riverane sudice (Nerio-Tamaricetea și Securinegion tinctoriae), Dune împădurite cu Pinus pinea și/sau Pinus pinaster, Dune de coastă cu Juniperus spp., Lagune de coastă, Dune cu vegetație ierboasă Malcolmietalia, Dune cu tufărișuri sclerofile Cisto-Lavenduletalia.
La baza desemnării sitului se află mai multe specii protejate:
- plante (2): Armeria velutina, Linaria tursica
- păsări (15): pescăruș albastru (Alcedo atthis), stârc roșu (Ardea purpurea), stârc galben (Ardeola ralloides), pasărea ogorului (Burhinus oedicnemus),  prundaș gulerat mic (Charadrius dubius), barză albă (Ciconia ciconia), erete de stuf (Circus aeruginosus), Fulica cristata, Galerida theklae, ciovlica roșcată (Glareola pratincola), piciorong (Himantopus himantopus), stârc pitic (Ixobrychus minutus), stârc de noapte (Nycticorax nycticorax), lopătar (Platalea leucorodia), silvie de tufiș (Sylvia undata)
- amfibieni (1): Discoglossus galganoi
- mamifere (2): vidră de râu (Lutra lutra), râs iberic (Lynx pardinus)
- reptile (2): țestoasa de baltă (Emys orbicularis), Mauremys leprosa

Pe lângă speciile protejate, pe teritoriul sitului au mai fost identificate 12 specii de plante, 2 specii de amfibieni, 3 specii de reptile.